# Clive Barker's Undying
Clive Barker's Undying je prvoosebna strelska videoigra z elementi preživetvene grozljivke razvijalcev DreamWorks Interactive, ki je izšla v založbi Electronic Arts. Igra je izšla 20. februarja 2001 za MS Windows, 11. junija 2002 pa še za Mac OS X v založbi Aspyr Media.
Zgodba se odvija leta 1923 na Irskem. Igralec prevzame vlogo Patricka Gallowaya, veterana prve svetovne vojne irskega rodu, ki se po vojni preživlja z raziskovanjem nadnaravnih pojavov in priskoči na pomoč svojemu bivšemu vojnemu tovarišu zaradi nerazložljivih dogodkov na njegovem posestvu ter zaporednih smrti sorojencev v sumljivih okoliščinah. Igralec mora raziskati zakleti dvorec in okolico posestva ter zatreti prekletstvo družine, ki je povezano z zloglasnim Otokom stoječih kamnov.
K razvoju igre, predvsem pri oblikovanju oseb ter ustvarjanju njihovih značajev, zasnove in poteka zgodbe ter mitološkega ozadja, je pomembno prispeval Clive Barker, angleški pisatelj, filmski režiser in slikar, znan predvsem po delih v žanru fantastike in grozljivk. Igra je prejela številne pohvale kritikov ter nagrade in nominacije, vendar je navkljub temu doživela prodajni neuspeh. 

## Igranje
Kot pri drugih prvoosebnih strelskih igrah igralec opazuje svet skozi oči svojega lika. Navkljub strelskim prvinam se igra močno naslanja na elemente grozljivke, tako da so nekateri deli namenjeni izključno ustvarjanju strašljivega in tesnobnega, včasih tudi nadrealističnega ozračja. H grozljivemu ozračju prispevajo tudi dodelani zvoki, kot so npr. oddaljena rjovenja pošasti, rožljanje nakopičenih kosti med hojo po tleh katakomb, kapljanje krvi, močni nalivi dežja, tuljenje vetra skozi odprta okna ipd., ter grafični prikazi, predvsem v smislu temačne gotske arhitekture dvorca, razvalin samostana in katakomb, učinkov senc, utripajočih luči in sveč idr. Kot pri drugih preživetvenih grozljivkah so tudi tukaj prisotni nepričakovani napadi pošasti ter izpadi električne osvetljave in ugašanje sveč.
Večino sovražnikov predstavljajo nadnaravne pošasti, vzete iz ljudskega izročila, kot so volkodlakom podobni demoni (angl. Howlers), oživeli okostnjaki davno pokojnih menihov ter pošasti iz drugih dimenzij. Izjema pri tem so le pirati in menihi pri potovanju v preteklost. Vsaka vrsta sovražnikov ima svojo napadalno taktiko: nekatere pošasti in ljudje na primer sodelujejo kot trop oz. skupina in igralca skušajo stisniti v kot ali ga obkoliti, medtem kot druge pošasti agresivno in brezglavo napadajo v velikem številu, ne meneč se za lastne poškodbe. Nekateri napadi fizično močnejših pošasti za kratek čas vržejo igralčev lik iz ravnotežja in zmotijo natančno merjenje orožja. Igralčev lik ima omejeno zdravje, vendar se lahko pozdravi z uporabo torb za prvo pomoč oz. z magičnimi vialami ali zdravilnimi zelišči v svetovih drugih dimenzij. Posebnost v igri so tudi prizori umiranja igralčevega lika, katerega vsaka vrsta sovražnika ubije na določen način (volkodlaki ga na primer obglavijo, pirati pa ga zabodejo).
Obramba in napadi igralčevega lika temeljijo na dvoročnem sistemu: leva roka je namenjena uporabi izbranega orožja, z desno roko pa lahko istočasno izvaja uroke. Igralec ima na voljo sedem orožij, med katerimi so nekatera konvencionalna, kot so revolver, dvocevna šibrenica, molotovke in harpuna, druga pa so bolj eksotična in magične narave, kot so npr. Tibetanski top, ki strelja ledene krogle z neomejenim strelivom, daljinsko vodeni izstrelki v obliki Feniksa ter mistična Keltska kosa z izjemno močjo, s katero je možno obglaviti tudi glavne antagoniste v igri. Revolver in šibrenica imata dva tipa nabojev: za revolver so na voljo standardni ter srebrni naboji, za šibrenico pa standardni in fosforni naboji.
Igralcu je na voljo tudi osem urokov. Nekateri, kot sta ektoplazma in strela, imajo napadalno vlogo, medtem ko ima npr. magični ščit obrambno vlogo. Urok vstajenja ima večstransko vlogo, saj lahko začasno oživi ubite pošasti, ki se potem bojujejo za igralca; po drugi strani služi dokončnemu uničenju nesmrtnih okostnjakov, žive ljudi pa pahne v blaznost in posledično v samomor. Tekom igre lahko igralec moč urokov izboljša preko posebnih ojačevalnih kamnov, ki so v igri razmeščeni v skritih prostorih. Vsak izvedba uroka izčrpa obnovljivo magično moč igralčevega lika, t. i. mano. Hitrost obnavljanja mane lahko igralec izboljša preko starodavnih ezoteričnih zvitkov, najvišjo raven mane pa s pomočjo posebnih čutar; tako kot ojačevalne kamne mora igralec oboje poiskati na skritih lokacijah.
Igralec ozadje zgodbe postopoma spoznava preko pogovorov z uslužbenci na posestvu in člani družine ter preko pisem, dnevnikov in zapiskov v knjigah. Posebno vlogo ima t. i. urok Scrye, ki izboljša vid v temi, omogoča pa tudi neposredni vpogled v dogodke iz preteklosti, pogosto bizarne in nasilne narave.

## Povzetek vsebine

### Zasnova in osebe
Ozadje zgodbe v veliki meri temelji na zgodbah Edgarja Allana Poeja, npr. kratka zgodba Padec hiše Usher (The Fall of the House of Usher), še posebej v zvezi s tematiko spletkarjenja, pokvarjenosti in nasploh sovražnih odnosov med člani družine, ter H. P. Lovecrafta, predvsem v povezavi s kozmičnim strahom in znanstvenofantastičnimi opisi nedoumljivih in bizarnih svetov v drugih dimenzijah. Pomemben vpliv imata tudi kultni grozljivki The Hellbound Heart, novela Cliva Barkerja, in Drakula, roman Brama Stokerja, ter elementi gotskega romana in keltske folklore.
Dogajanje je postavljeno v leto 1923, na priobalnem posestvu angleške družine Covenant na severu Irske, ki posestvu vlada že devet generacij. Zakoncema Josephu in Evaline se je rodilo pet otrok, in sicer prvorojenec Jeremiah, dvojčka Aaron in Bethany, Ambrose ter najmlajša Lizbeth. Evaline je umrla po porodu Lizbeth, tako da je skrb za celotno družino prevzel Joseph. Igralec lahko med pismi zasledi nezadovoljstvo Evaline s svojim možem, ki je večino časa preživel v knjižnici in se ukvarjal s preučevanjem okultnih knjig. Pred leti je eno od takih knjig Jeremiah ukradel očetu in svoje mlajše sorojence povedel na zloglasni Otok stoječih kamnov v bližini posestva družine, da bi jih prestrašil z branjem mističnih verzov. V nasprotju s pričakovanji je branje verzov priklicalo nenaravne sile ter za kratek čas razburkalo morje in razdivjalo veter. Tekom let po tem dogodku je ozračje v družini postajalo vse bolj sovražno in zakleto. Ambrose, sicer »črna ovca« družine, je postal nasilen do svojih sovrstnikov, večkrat je bil tudi kaznovan zaradi druženja s tolpami, goljufanja pri preverjanih znanja in tatvin, na koncu pa so ga izključili iz osnovne šole zaradi mučenja psa. Lizbeth, sicer znano kot prikupno in gracilno dekle, je bila nagle jeze in je večkrat ugriznila svoje varuške, pozneje pa se je pričela gibati v visokih in snobovskih krogih v Londonu. Aaron, talentiran slikar, je v poznejših letih slikal vse bolj mračne in bizarne slike ter jemal droge, da bi ubežal družinskemu prekletstvu. Bethany se je ukvarjala s črno magijo in pričela navezovati stike s tujimi mistiki, še posebej po tem, ko je bil Jeremiah vpoklican v vojsko med prvo svetovno vojno.
Glavni protagonist, tj. igralčev lik, je Patrick Galloway, veteran prve svetovne vojne irskega rodu. Patrick je bil pred vojno izgnan iz rodne domovine zaradi vpletenosti v umor svoje znanke, čeprav so bile okoliščine umora zelo nejasne, nekateri dokazi pa so kazali na Otta Keisingerja, znanega nemškega mistika in čarovnika, ki je medtem izginil. Med vojno se je pridružil britanski vojski, kjer je spoznal Jeremiaha, ki je bil njegov poveljujoči častnik. Tekom vojne je četa padla v zasedo t. i. Trsantijev, izmišljenega barbarskega ljudstva in piratov iz Orienta, ki se po besedah Ambrosa bojujejo »preprosto zaradi golega sovraštva in ne zaradi želje po neodvisnosti ali podrejanju drugih ljudstev«. Jeremiah Patricka reši pred napadom vodje Trsantijev in mu med okrevanjem preda zeleni kamen (Gel`zibar) z nenavadnimi mističnimi močmi, ki pozneje igra pomembno vlogo v boju proti nadnaravnimi silami. Po vojni se Patrick preživlja z raziskovanjem okultnih in paranormalnih pojavov.

### Zgodba
Zgodba se prične odvijati, ko Patrick s polletno zamudo prejme pismo, v katerem ga Jeremiah roti, naj ga čim hitreje obišče, saj je družino prizadela »bolezen, ki je ne more pozdraviti nobeno zdravilo«. Patrick se z lažnim imenom pretihotapi na posestvo. Začetno snidenje dolgoletnih prijateljev prekine napad volkodlakom podobnih pošasti na dvorec, katerega Patrick uspešno obrani. Jeremiah razkrije, da je družino prizadelo prekletstvo, ki se je pričelo na dan nepremišljenega branja verzov iz ene od očetovih okultnih knjig in se je od takrat samo stopnjevalo. Po končani vojni je posestvo našel v popolnem razsulu, slabem finančnem stanju in moralno izprijenem okolju, mnogo uslužbencev pa je posestvo zapustilo zaradi nerazložljivih, srhljivih in nasilnih dogodkov. Ko so njegovi sorojenci dočakali odrasla leta, so eden za drugim umirali v nepojasnjenih okoliščinah. Prva je umrla Lizbeth, domnevno zaradi jetike (tuberkuloze), ki je povzročila nagel propad sicer živahne ženske. Nato je umrl Ambrose, sicer osumljen umora njihovega očeta, ko je med pregonom policije brez pomisleka skočil z visoke pečine v razburkano morje s čermi, njegovega trupla pa nikoli niso našli. Zatem sta izginila še Aaron in Bethany, njunih trupel pa policija prav tako ni našla. Samega Jeremiaha Patrick najde v zelo slabem zdravstvenem stanju, kot bledo senco prijatelja, katerega ga je poznal kot vojnega tovariša.
Prekletstvo se po prepričanju Jeremiaha ni končalo s smrtjo sorojencev, temveč so ti po smrti oživeli in se spremenili v pošasti, v poosebitve zla, ki na posestvu strašijo, pobijajo uslužbence in pretijo najstarejšemu sorojencu s smrtjo kot kazen za prekletstvo, v katerega jih je nevede uvedel pred leti. Patrick v luči življenjskega dolga obljubi, da bo prekletstvo zaustavil in se odpravi na lov za Lizbeth, ki so jo uslužbenci po njeni smrti pogosto videli v okolici družinskega mavzoleja. V njem Patrick odkrije, da je bolezen povzročila le začasno nezavest, tako da je bila živa pokopana, kar med drugim dokazujejo praske na notranji strani kamnite krste, po smrti pa se je kot spremenjena pošast izkopala iz groba in pobegnila skozi podzemne tunele na prostost.
Sledi vodijo preko bližnjega zapuščenega pokopališča do ruševin samostana izmišljenega cerkvenega reda Bratovščine svetega Jurija (Brotherhood of Saint George), o katerih izve, da so stoletja varovali skrivnosti Otoka stoječih kamnov zaradi t. i. Nesmrtnega kralja, ki naj bi imel nesluteno moč in željo po podreditvi celotnega sveta. V 13. stoletju je takratni opat ukazal izkop groba na omenjenem otoku, v katerem so našli t. i. Keltsko koso, ki je v kratkem času že samo s svojo prisotnostjo povzročila poblaznelost večine menihov, propad letine žitaric zaradi suše in koncu še neusmiljenega snežnega meteža, zaradi katerega so ostali odrezani od preostalega sveta, vsi napori in molitve za uničenje tega predmeta pa so se izjalovili. V ruševinah najde vhod v obširen sistem katakomb, kjer naleti na trdno zaprta jeklena vrata, ki vodijo v nižje prostore katakomb. Blizu samostana odkrije skrivni časovni portal, preko katerega odpotuje v čas visokega srednjega veka, se spopade s poblaznelimi menihi ter pridobi ključ omenjenih vrat. Na cerkvenem oltarju najde omenjeno zakleto koso, prekinitev obreda pa sproži močan udarni val, ki pobije preostale menihe in uniči večji del samostana. Patrick uspe pobegniti preko portala ter se v nižjih delih katakomb naposled sooči z Lizbeth, preobraženo v vampirju podobno nesmrtno pošast, in jo ubije.
Zatem Patrick nadaljuje lov za Ambrosom, ki se je bil povezal s Trsantiji. Med poizvedovanjem odkrije, da se njihov glavni štab nahaja v skritem zalivu blizu svetilnika, kjer so v preteklosti našli zatočišče številni pirati in tihotapci. Navkljub številčni premoči Patrick pobije celotno skupnost piratov, nato pa se vrne v dvorec, kjer Ambrose vzame Jeremiaha za talca in zahteva predajo Gel`zibarja. Kljub upoštevanju zahtev Ambrose starejšemu bratu odseka glavo in se s pomočjo mističnega kamna pretvori v dvakrat večjo in močnejšo nakazo, ki jo Patrick z zvijačo sicer premaga. Sledi lov na zapriseženega sovražnika, Otta Keisingerja, ki je sodeč po zapisih v dnevnikih ubil Bethany, ki se je pri njem učila črne magije, nato pa pobegnil v Oneiros, nadrealistično starodavno mesto v drugi dimenziji, ki je bilo uničeno v magični kataklizmi. Patrick se v Oneirosu bojuje s tamkajšnjimi zasužnjenimi prebivalci, nato pa v dvoboju premaga Keisingerja in s tem osvobodi prebivalce njegove diktature in terorja. 
Po vrnitvi v tuzemski svet nadaljuje lov za Aaronom, katerega duh postaja vse bolj nasilen in grotesken. Patrick odkrije, da je bila Bethany odgovorna za nečloveško Aaronovo smrt. Zaradi neprestanega vmešavanja v delo in tekmovanja za premoč v družini je Bethany namreč omamila in ugrabila Aarona, ga priklenila v podzemni sobani v dvorcu, mu pri živem telesu odrla kožo, odrezala spodnjo čeljust in jezik ter pustila podganam, da mu razgrizejo trebuh. Spodnjo čeljust, ki jo najde v njeni koči na robu posestva, združi z Aaronovim truplom v podzemni sobani. Truplo kljub temu oživi, vendar ga v boju premaga, kar pa je v resnici past, saj Bethany na ta način teleportira Patricka v svoj sanjski svet Večne jeseni (Eternal Autumn), kjer vlada z neomejeno avtoriteto. Patrick se uspešno prebije skozi vojsko primitivnih domorodcev in Bethany kot zadnjega od sorojencev premaga v dvoboju.
Na njegovo presenečenje pristane zatem na Otoku stoječih kamnov, kjer se razkrije, da je Jeremiah prav tako skorumpiran kot njegovi pokojni sorojenci ter da je Patricka izdal in izkoristil, da je v njegovem imenu premagal močnejše nasprotnike ter zavzel moč Nesmrtnega kralja. Patrick v besu ubije Jeremiaha, vendar je prepozen, saj se odpre zapečaten grob, v katerem je bil zaprt Nesmrtni kralj. Izkaže se, da gre za velikansko nezemeljsko pošast, varuha portala do druge dimenzije, ki želi zavladati tuzemskemu svetu in je ves čas manipuliral s člani družine, da bi se osvobodil. Po težkem boju Patrick naposled uniči pošast.
V epilogu je razkrito, da so samostani Bratovščine svetega Jurija in portali do drugih dimenzij, katere varujejo, razmeščeni po celotnem svetu.

## Razvoj
Januarja leta 1999 je Steven Spielberg, ameriški filmski režiser, producent in scenarist, razvijalcem DreamWorks Interactive podal predlog za prvoosebno strelsko igro, ki bi temeljila na zgodbi z elementi grozljivke. V sledečih mesecih je skupina petih razvijalcev napisala več okvirnih scenarijev in izdelala »nadrealističen, srhljiv in zaklet« koncept dvorca, nad čemer je bil Spielberg navdušen. Jedro skupine v razvoju igre je sestavljalo okoli 20 oseb, od tega trije animatorji, štirje risarji, štirje programerji in štirje oblikovalci. Vodilni risar Brian Horton je v sodelovanju z Jonathanom Gregersonom in Jeffom Hayniem v dobrem mesecu ustvaril vse glavne osebe in pošasti, z izjemo Nesmrtnega kralja, ki je delo animatorja Riona Vernona.

»Zgodba se osredotoča na zablode človeštva in skorumpiranost človeške duše zaradi zla. Potrebovali smo junaka s pristnimi človeškimi lastnostmi, junaka, s katerim bi igralec sočustvoval. /.../ Iz pepela Magnusa Wolframa je tako nastal Patrick Galloway, ki nikakor ni superjunak, vendar je po spletu usode edina oseba, ki lahko reši svet.«

Brian Horton, vodilni risar pri razvoju igre 
Svoje osnutke so predstavili Clivu Barkerju, angleškemu pisatelju, filmskemu režiserju in slikarju, znanega predvsem po delih v žanru fantastike in grozljivk; mnoga njegova dela so doživela uspešne filmske priredbe, kot sta Hellraiser in Candyman. Barker, ki ga je pritegnil trud razvijalcev pri ustvarjanju zgodbe, je pomembno vplival na razvoj igre, predvsem pri oblikovanju oseb ter ustvarjanju njihovih značajev, zasnove in poteka zgodbe ter mitološkega ozadja. Pomembno je vplival tudi na koncept glavnega protagonista: prvotna ideja razvijalcev je bila, da bi igralec prevzel vlogo grofa Magnusa Wolframa, plešastega in tetoviranega moškega z nadčloveško močjo, ki pa ga je Barker označil za »stripovskega junaka«, zaradi česar je idejo zavrnil. Namesto tega je predlagal prizemljenega junaka irskega rodu: razvijalci so tako ustvarili Patricka Gallowaya, katerega je opisal kot »privlačnega, pametnega in zanimivega junaka, ki se lahko spopade z misteriji, mračnostjo in vsemi vrstami terorja«. Modela Magnusa Wolframa razvijalci sicer niso zavrgli, pač pa so ga vključili v uvod zgodbe kot vodjo Trsantijev, ki z magičnim kamnom napade Patricka med prvo svetovno vojno. Kot igralni pogon so razvijalci uporabili nadgrajeni Unreal Engine 1, že uspešno uporabljen pri strelski videoigri Unreal.
Glasbo za igro je napisal Bill Brown, zanjo je uporabil tudi cerkveni pevski zbor. V nekaterih delih igre glasbe namenoma ni uporabil, pač pa je ustvaril zvočno ozadje, ki ponazarja okolico in poskuša v igralcu izzvati določena čustva. Za zvočne učinke sta bila odgovorna Erik Kraber in njegov pomočnik Jack Grillo, njun moto pri razvoju pa je bil, da ustvarita zvočne učinke orožij, urokov in pošasti, ki bi zveneli »organsko« in bi bili svojstveni vsakemu subjektu. Ambrosu Covenantu, enemu od antagonistov v igri, je glas posodil Clive Barker.
11. junija 2002 je izšla različica igre za operacijski sistem Mac OS X razvijalcev Westlake Interactive v založbi Aspyr Media.

## Odziv

### Uvrstitve in nagrade
| Agregator    | Ocena   |
| ------------ | ------- |
| GameRankings | 84,35 % |
| Metacritic   | 85 %    |

| Publikacija    | Ocena  |
| -------------- | ------ |
| GameRevolution | C+     |
| GameSpot       | 9,1/10 |
| GameSpy        | 89/100 |
| IGN            | 9,0/10 |

| Publikacija | Nagrada                                                             |
| ----------- | ------------------------------------------------------------------- |
|             | GameSpot's Best and Worst of 2001: Najboljša grafika Najboljši zvok |

Igra je prejela številne pozitivne kritike s povprečno oceno 85 % na strani Metacritic ter 84,35 % na strani GameRankings. Ameriško založniško podjetje Prima Games, ki izdaja vodnike po videoigrah, jo je uvrstilo med 50 najbolj grozljivih videoiger vseh časov na katerikoli platformi, stran Gameranx pa med 25 najbolj grozljivih računalniških iger vseh časov. Igra se je podobno uvrstila tudi na drugih straneh: IGN jo je leta 2006 uvrstil med 10 do takrat najbolj grozljivih iger, podobno tudi GameSpy leta 2004. GameSpot ji je leta 2001 podelil nagrado za najboljši zvok ter najboljšo grafiko, bila pa je nominirana tudi za najboljšo igro z enoigralskim načinom. Britanska akademija za filmsko in televizijsko umetnost (BAFTA) je igro leta 2001 nominirala za najboljši zvok na področju interaktivne zabave, Akademija interaktivnih umetnosti in znanosti (AIAS) pa jo je leta 2002 nominirala za najboljšo akcijsko ali pustolovsko računalniško igro. Ruska revija Mir Fantastiki (ru. Мир Фантастики) je igro označila za mejnik v razvoju žanra fantastičnih in mistično-grozljivih videoiger.

### Kritika
Kritiki so pohvalili predvsem grafiko, zvok in mračno, grozljivo vzdušje ter zanimivo zgodbo. Notranje prostore so opisali kot realistične in grozljive, k čemer so prispevali učinki osvetlitve in senc ter mnogi detajli, od viktorijanskega pohištva in gotske arhitekture do premišljeno postavljenih zaves, ki delno zakrivajo pogled na hodnik, slabo delujoče električne osvetljave in ogledal, v odsevu katerih lahko igralec opazi skrite pošasti. Bistveno je tudi realistično oblikovanje glavnih oseb ter pošasti. Podeželje je sicer zasnovano nekoliko preprostejše, vendar živahne barve trave, mračno nebo in temno morje uspejo prikazati tipično irsko pokrajino. Kritiki so si enotni, da je dodelan zvok v igri odločilen za popolno vzdušje. V reviji Joker je tako kritik zapisal, da »gre preprosto za najbolj profesionalno rabo učinkov in glasbe v igrah doslej«, kritik na GameSpotu pa je zapisal, da »je zvok tisto, zaradi česar igra dejansko oživi«. Pohvaljeni so bili učinki orožja (npr. vstavljanje nabojev v revolver in zvok sekanja delov telesa s koso), pogovori oseb, oglašanje pošasti, vremenski pojavi ter glasba, ki se predvaja na ključnih delih.
Po mnenju kritikov je odločilno vlogo odigral Clive Barker, zaradi katerega so se razvijalci bolj osredotočili na mistično zasnovo, potek in tempiranje zgodbe ter grozljivo in nasilno vzdušje, ponekod z občutki negotovosti in brezupa, kot pa na sam način bojevanja. Mnogi detajli, od dnevnikov in pisem ter pogovorov med osebami v preteklosti do osebne note bivalnih prostorov članov družine, služijo temu, da igralec spoznava človeško naravo in prepire med člani družine ter njihov postopen razvoj v izprijene in zlobne osebnosti. Večina kritikov je sicer pohvalila zanimivi dvoročni sistem bojevanja, tj. kombiniranja orožij z magijo.
Igra je mešane in negativne kritike prejela predvsem na račun umetne inteligence (UI), linearnosti poteka igre ter razmeroma pogostih presledkov med nalaganjem novih prostorov, kritiki so pogrešali tudi večigralski način igranja. Do umetne inteligence so bili kritični predvsem na strani Game Revolution, medtem ko je kritik na IGN pohvalil raznovrstnost taktik pošasti. Linearnost poteka je bila kritizirana v smislu način igranja »poišči ključ za prava vrata«, saj se v določenem delu igre odpirajo le nekatera vrata, druga pa so zaklenjena, četudi igralec večkrat obišče iste prostore v dvorcu, s čimer so razvijalci dokaj omejili pot igralca. V dnevniku The New York Times je kritik v zvezi s tem zapisal, da bi bila zemljevid in kompas elegantnejša rešitev. Na strani ActionTrip sicer priznavajo, da je ta vidik v prvoosebnih strelskih igrah verjetno najtežje dodelati, v dostojni meri pa je to v tistem času uspelo le igri System Shock 2, ki omogoča več možnih pristopov do reševanja ciljev. Kritik na IGN je izpostavil nekoliko neroden sistem merjenja in slabšo natančnost zadetkov nabojev, kar pa po drugi strani prispeva k realizmu starejših orožij iz začetka 20. stoletja. V reviji Joker in na strani IGN so kritizirali tudi pomanjkanje težjih miselnih ugank.

### Prodaja
Navkljub zelo dobrim kritikam in nagradam je igra doživela prodajni neuspeh. V tednu dni po izidu je bila šele na devetem mestu po številu prodanih izvodov, pred njo pa so se uvrstile velike uspešnice, kot so The Sims in razširitev The Sims: Livin' Large, Diablo II, NASCAR Racing 4 in Age of Empires II: The Age of Kings. Pri slednji so v samo v treh mesecih po izidu prodali okoli dva milijona izvodov v sedmih državah po svetu, imela pa je tudi velik vpliv na razvoj realnočasovnih strateških videoiger, kot sta npr. Star Wars: Galactic Battlegrounds ter Empire Earth. The Sims in njena nadaljevanja so do danes ena od najbolje prodajanih serij videoiger na svetu; do septembra 2013 je bilo po celotnem svetu prodanih več kot 175 milijonov izvodov.
Zaradi slabe prodaje in pomanjkanja finančnih sredstev so razvijalci opustili načrte o različici za PlayStation 2 (PS2), večigralski način ter nadaljevanje igre. Producent Brad Bell je ob tem zapisal: »Vaši sumi so pravilni, franšiza Undying je mrtva. Kritike in odzivi igralcev so bili neverjetno dobri, vendar je bila prodaja preprosto nezadostna. Naša srca so zlomljena, vendar gremo naprej. Nimamo izbire.«

## Zapuščina
Clive Barker's Undying je s svojimi koncepti srhljivega ozračja in močne zgodbe pomembno vplivala na nadaljnji razvoj preživetvenih grozljivk. Po mnenju nekaterih strokovnjakov je igra eden od najboljših primerov vključitve gotskega vzdušja v videoigre. Bila je ena od prvih videoiger, v kateri se je prvoosebno perspektivo izrabilo za neposredno, poglobljeno doživljanje sveta v igri in njegove srhljive zgodbe. V takratnem času je igra veljala za popolno ravnovesje med zgodbo in akcijo, z »dovolj obsežno zgodbo, ki bi jo lahko priredili za film, kot tudi z zadostno količino akcije, da ustreza oznaki videoigre«. Ravno zgodba in vzdušje sta bila odločilna dejavnika, po čemer je Clive Barker's Undying izstopala iz »poplave« 3D strelskih videoiger, saj je bilo pravo prostorsko okolje doseženo že pet let prej v igri Quake, Thief: The Dark Project je bil mejnik v razvoju prvoosebnih iger, ki so temeljile na skrivanju in izogibanju igralčevega lika pred sovražniki, Half-Life je dvignil raven realizma v smislu dobre umetne inteligence in manj številnih nalaganj novih prostorov, v Star Wars: Dark Forces pa so bili prvič prikazani animirani prizori. Dvoročni sistem bojevanja ni pritegnil velike pozornosti; v zadnjih letih se je sicer npr. pojavil v akcijsko-pustolovski prvoosebni strelski igri BioShock 2, kjer lahko igralec za razliko od izvirnika (BioShock) hkrati uporablja orožje in plazmide, genetske modifikacije, ki dajejo njegovemu liku nadčloveške sposobnosti.

## Sistemske zahteve
Vir: 
- Operacijski sistem MS Windows 95/98/ME
- 500 MHz CPU ali več
- 128 MB RAM
- 610 MB trdega diska
- 32 MB grafična kartica ali več
- DirectX verzija 8.0
- DirectX kompatibilna zvočna kartica